# Myortvye dushi
Myortvye dushi é um filme de drama russo de 1909 dirigido por Pyotr Chardynin.

## Enredo
O filme é baseado no romance "Dead Souls" de Nikolay Gogol.

## Elenco
- Ivan Kamskiy... Chichikov
- Vasili Stepanov... Sobakevich
- Georgievsky... Plyushkin
- Antonina Pozharskaya
- Pyotr Chardynin... Nozdrev
- Aleksandra Goncharova
- L. Khrapovitskaya
- Ivan Potemkin... Petrushka